# Sân bay Peretola
Sân bay Peretola, Sân bay Florence (tiếng Ý: Aeroporto di Firenze) hay Sân bay Amerigo Vespucci (IATA: FLR, ICAO: LIRQ) là một sân bay ở gần Firenze, Ý, nhưng được quản lý của Sesto Fiorentino. Đây là một trong hai sân bay chính ở vùng Toscana, sân bay kia là Sân bay quốc tế Galileo Galilei gần Pisa.
Năm 1990, sân bay đã được đặt tên theo Amerigo Vespucci.

## Các hãng hàng không và tuyến bay
| Hãng hàng không                                    | Các điểm đến                                                                                       |
| -------------------------------------------------- | -------------------------------------------------------------------------------------------------- |
| Air France cung ứng bởi Cityjet                    | Paris-Charles de Gaulle                                                                            |
| Air France cung ứng bởi Brit Air                   | Lyon                                                                                               |
| Alitalia                                           | Rome-Fiumicino                                                                                     |
| Austrian Airlines cung ứng bởi Austrian Arrows     | Vienna                                                                                             |
| Belle Air                                          | Tirana                                                                                             |
| Brussels Airlines                                  | Brussels                                                                                           |
| Carpatair                                          | Timişoara                                                                                          |
| Cimber Air                                         | Copenhagen                                                                                         |
| Elbafly                                            | Elba                                                                                               |
| Flybaboo                                           | Geneva                                                                                             |
| Lufthansa Regional cung ứng bởi Lufthansa CityLine | Frankfurt                                                                                          |
| Lufthansa Regional cung ứng bởi Air Dolomiti       | Munich                                                                                             |
| Meridiana                                          | Amsterdam, Barcelona, Cagliari, Catania, London-Gatwick, Madrid, Olbia, Palermo [bắt đầu từJune 1] |
| Swiss International Air Lines                      | Zurich                                                                                             |